# Haworthia emelyae var. major
Haworthia emelyae var. major és una varietat de Haworthia emelyae del gènere Haworthia de la subfamília de les asfodelòidies.

## Descripció
Haworthia emelyae var. major, és una petita suculenta i sense tija que sol formar una roseta solitària de fulles amb superfície texturitzada. La roseta creix fins a 8 cm de diàmetre. Les fulles són de color verd fosc, de superfície rugosa, amb una àrea triangular translúcida amb la part superior plana, amb petits tubercles blancs, espinosos i cristal·lins que convergeixen en línies que van fins a la punta. A l'hivern, les fulles es posen quasi vermells. Les flors són petites, blanques amb venes verdes, i apareixen en una inflorescència de fins a 30 cm d'alçada.

## Distribució
Aquesta varietat creix a la província sud-africana del Cap Occidental, concretament al sud del Petit Karoo. Està relacionada amb Haworthia emelyae cap a l'est i nord de l'àrea, així com amb Haworthia emelyae var. multifolia a l'oest.

## Taxonomia
Haworthia emelyae var. major va ser descrita per (G.G.Sm.) M.B.Bayer i publicat a Aloe 34: 6, a l'any 1997.
Etimologia
Haworthia: nom en honor del botànic britànic Adrian Hardy Haworth (1767-1833).
emelyae: epítet en honor de la senyora Emily Pauline Reitz Ferguson (1872-?), col·leccionista de plantes a Sud-àfrica.
var. major: epítet llatí que significa "gran, alt, extens".
Sinonímia
- Haworthia schuldtiana var. major G.G.Sm., J. S. African Bot. 12: 1 (1946). (Basiònim/Sinònim substituït)
- Haworthia maraisii var. major (G.G.Sm.) M.B.Bayer, Haworthia Handb.: 132 (1976).
- Haworthia magnifica var. major (G.G.Sm.) M.B.Bayer, Natl. Cact. Succ. J. 32: 18 (1977).
- Haworthia wimii M.Hayashi, Haworthia Study 3: 13 (2000).
- Haworthia multifolia var. major (G.G.Sm.) Breuer, Alsterworthia Int. 16(2): 6 (2016).[7]